# Héros en blanc
Pour plus de détails, voir Fiche technique et Distribution.
Héros en blanc (titre original : Sauerbruch – Das war mein Leben) est un film allemand réalisé par Rolf Hansen, sorti en 1954.
Il s'agit d'une adaptation des mémoires du chirurgien Ferdinand Sauerbruch, parus dans Revue peu de temps auparavant (bien qu'ils soient l'œuvre d'un nègre Hans Rudolf Berndorff (de)).

## Synopsis
Berlin, 1948 : Olga Ahrends est renversé par un tramway et gravement blessé. Le professeur Sauerbruch arrive et la fait admettre à la Charité où elle sera opérée. Mais on croit à une tentative de suicide, elle est admise en psychiatrie.
Commence une âpre dispute entre le chirurgien et les psychiatres qui ont diagnostiqué une épilepsie névrotique tandis Sauerbruch découvre que, en réalité, elle souffre d'un trouble métabolique qui affaiblit les os. Elle pourrait perdre sa jambe, mais par l'ablation de la glande parathyroïde, il parvient à la guérir. Il a financé lui-même l'opération.
Autour de cette histoire, Sauerburch se souvient. Alors que la République des conseils de Bavière tente de s'imposer par la force, il est enlevé afin de ne pas aider les contre-révolutionnaires, mais il est sauvé par un jeune homme dont autrefois il a soigné la mère. Devant le lit de mort de Paul von Hindenburg, il doit admettre les limites de la science et que Hindenburg avait bien raison à propos de « lui. » Il voit ensuite un autre patient, un garçon de café, qui se demande comment payer son opération. Irrité, Sauerbruch rédige une facture d'un mark.
Une fois, il opère un chat, car il ne fait pas confiance aux vétérinaires. Entre ses opérations, il donne des conférences et fait passer des examens à de jeunes médecins. Pour sa vie privée, Sauerbruch ne dispose que d'un temps très limité. Mais sa femme vit très bien leur mode de vie puritaine.
Dans d'autres remémorations, Sauerburch se souvient de son invention qui rend possible pour la première fois une opération avec le maintien de la cage thoracique ouverte. Pendant ses études, la tuberculose faisait de nombreuses victimes, et aucune opération des poumons n'était possible. Alors que la tempête frappe contre sa fenêtre, Sauerburch a l'idée d'une chambre vide qui permettrait une égalisation de la pression lors de l'ouverture thoracique. La première opération est un échec, la patiente meurt. Mais l'opération suivante sur une jeune chanteuse d'opéra prouve que Sauerbruch a eu raison. De même, son bras, la prothèse d'un avant-bras conçue par Sauerburch pour un ancien patient que lui a présenté sa femme fait de cet homme de nouveau un organiste.

## Fiche technique
- Titre : Héros en blanc
- Titre original : Sauerbruch – Das war mein Leben
- Réalisation : Rolf Hansen assisté de Hans Stumpf
- Scénario : Felix Lützkendorf
- Musique : Mark Lothar
- Direction artistique : Robert Herlth, Gottfried Will
- Costumes : Ursula Maes
- Photographie : Helmuth Ashley
- Son : F.W. Dustmann
- Montage : Anna Höllering
- Production : Hermann Schwerin (de)
- Sociétés de production : Corona Film
- Société de distribution : Schorcht Filmverleih
- Pays d'origine :  Allemagne
- Langue : allemand
- Format : Noir et blanc - 1,37:1 - Mono - 35 mm
- Genre : Biographie
- Durée : 104 minutes
- Dates de sortie :
  -  Allemagne de l'Ouest : 13 juillet 1954.
  -  Belgique : 1er juillet 1955.
  -  Suède : 28 novembre 1955.
  -  Danemark : 26 décembre 1955.
  -  France : 7 décembre 1956[1].

## Distribution
- Ewald Balser : prof. Ferdinand Sauerbruch
- Heidemarie Hatheyer : Olga Ahrends
- Maria Wimmer (de) : Mme Sauerbruch
- Hilde Körber : l'infirmière en chef en psychiatrie
- Lina Carstens : l'infirmière en chef en chirurgie
- Paul Bildt : Wendlandt, le facteur
- Rolf Henniger : Dr Winters
- Friedrich Domin (de) : Paul von Hindenburg
- Otto Gebühr : l'assistant de Sauerbruch
- Ernst Waldow : le serveur au MOralt
- Rudolf Vogel : le serveur au Bristol
- Hans Christian Blech : l'ouvrier agricole
- Charles Régnier : le médecin en chef en psychiatrie
- Wilhelm Borchert : M. Ahrends
- Erich Ponto : le psychiatre
- Claus Biederstaedt : le commissaire politique
- Edith Schultze-Westrum: la secrétaire de Sauerbruch
- Paul Westermeier : Elbell le chauffeur
- Kurt Horwitz : professeur Johann von Mikulicz
- Walter Holten (de) : le chirurgien Max Madlener (de)
- Nicolas Koline : le propriétaire du chat

## Crédit d'auteurs
- (de) Cet article est partiellement ou en totalité issu de l’article de Wikipédia en allemand intitulé « Sauerbruch – Das war mein Leben » (voir la liste des auteurs).